# Papiros Reisner
Los papiros Reisner son unos documentos contables y administrativos escritos en demótico, datados en la Dinastía XII de Egipto (alrededor del 1900 a. C.), durante el reinado de Sesostris I. 
Los documentos fueron descubiertos por G. A. Reisner durante las excavaciones efectuadas en 1901–1904 en Naga ed-Der en el sur de Egipto. Se encontraron un total de cuatro rollos de papiro en un ataúd de madera en una tumba.

## Características
- El papiro Reisner I mide unos 3,5 m de largo y 31,6 cm de ancho. Consta de nueve hojas separadas e incluye registros de construcción de edificios con el número de trabajadores necesarios, talleres de carpintería, talleres de astillero con las listas de herramientas correspondientes. Algunos segmentos contienen cálculos utilizados en la construcción. Las secciones del documento recibieron designaciones de letras por W. K. Simpson. Las secciones G, H, I, J y K contienen registros de la construcción de un edificio, generalmente considerado que fuese un templo. La Sección O es un registro de la compensación del trabajador. Los registros abarcan 72 días de trabajo.[2]
- El papiro Reisner II, con las cuentas del taller del astillero en Tinis en el reinado de Sesostris I (Reisner II Papyrus: the Accounts of the Dockyard Workshop at Thinis in the Reign of Sesostris I) fue publicado por W. K. Simpson en 1965. Este papiro contiene relatos que datan de los años 15 a 18 del faraón. Hay tres órdenes administrativas de un chaty.[3]
- El papiro Reisner III, con los registros de un proyecto de construcción a principios de la dinastía XII (Reisner III Papyrus: the Records of a Building Project in the Early Twelfth Dynasty) fue publicado por W. K. Simpson en 1969 para el Museo de Bellas Artes de Boston. Investigaciones posteriores han sugerido que los papiros pueden haber venido de un período ligeramente anterior.[4]
- El papiro Reisner IV, con las cuentas personales de principios de la dinastía XII. (Reisner IV Papyrus: the Personnel Accounts of the Early Twelfth Dynasty) fue publicado por W. K. Simpson en 1986.[5]

## Textos matemáticos
Varias secciones contienen tablas con contenido matemático.

### Papiro Reisner I, Sección G
La sección G consta de 19 líneas de texto. En la primera línea se dan los encabezados de las columnas: largo (3w), ancho (wsx), espesor o profundidad (mDwt), unidades, producto/volumen (sty), y en la última columna los cálculos del número de trabajadores necesarios para el trabajo de ese día.

### Papiro Reisner I, Sección H
El formato de la tabla en la sección H es similar al de la sección G. Sin embargo, en este documento solo se usa el encabezado de la columna producto/volumen y no hay una columna que registre la cantidad de trabajadores requeridos.

### Papiro Reisner I, Sección I
La sección I se parece mucho a la sección H. Se presentan columnas que registran la longitud, el ancho, la altura y el producto/volumen. En este caso no hay encabezados de columna escritos por el escriba. El texto está dañado en algunos lugares, pero se puede reconstruir. Las unidades son codos excepto donde el escriba menciona palmas. Los corchetes indican texto agregado o reconstruido.

## Dificultades con la interpretación
Richard Gillings y otros académicos aceptaron puntos de vista de este documento de hace 100 años, con varios puntos de vista incompletos y engañosos. Dos de los documentos, reportados en las Tablas 22.2 y 22.3, detallan un método de división por 10, un método que también aparece en el papiro matemático Rhind. Las eficiencias laborales se controlaron aplicando este método. Por ejemplo, ¿qué profundidad excavaron 10 trabajadores en un día según lo calculado en el papiro Reisner y según lo calculado por Ahmes 150 años después? Además, los métodos utilizados en Reisner y en Rhind para convertir fracciones vulgares en series de fracciones unitarias son similares a los métodos de conversión utilizados en el rollo de cuero de matemática egipcia.
Gillings repitió una visión común e incompleta del papiro Reisner. Analizó las líneas G10, de la tabla 22.3B, y la línea 17 de la Tabla 22.2 en la página 221, en su obra Matemáticas en la época de los faraones, citando estos hechos del papiro Reisner: dividir 39 por 10 = 4, una mala aproximación al valor correcto, decía Gillings.
Gillings también estableció que el escriba debería haber planteado el problema y los datos como:
39/10 = (30 + 9)/10 = 3 + 1/2 + 1/3 + 1/15
Sin embargo, todos los demás problemas y respuestas de la división por 10 se establecieron correctamente, puntos que Gillings no enfatizó. Los datos de la Tabla 22.2 describen el trabajo realizado en la Capilla Oriental. Se incluyeron datos sin procesar adicionales en las líneas G5, G6/H32, G14, G15, G16, G17/H33 y G18/H34, de la siguiente manera:
12/10 = 1 + 1/5 (G5)
10/10 = 1 (G6 & H32)
8/10 = 1/2 + 1/4 + 1/20 (G14)
48/10 = 4 + 1/2 + 1/4 + 1/20 (G15)
16/10 = 1 + 1/2 + 1/10 (G16)
64/10 = 6 + 1/4 + 1/10 + 1/20 (G17 & H33)
36/10 = 3 + 1/2 + 1/10 (G18 & H34)
Chace y Shute habían señalado que el método de división del papiro Reisner por 10, también se aplicaba en el Rhind. Ni Chace, ni Shute, citan claramente los cocientes y los restos que utilizó Ahmes. Otros académicos también han confundido la lectura de los primeros 6 problemas del papiro Rhind, perdiendo el uso de cocientes y restos.
Gillings, Chace y Shute aparentemente no habían analizado los datos del Rhind en un contexto más amplio y registraron su estructura más antigua, por lo que faltaba un fragmento importante de la aritmética de restos de las tablillas de madera Ajmim y los papiros Reisner. Es decir, la cita de Gillings en Reisner y Rhind documentada en Matemáticas en la época de los faraones solo rascó la superficie de la aritmética de los escribas. Si los estudiosos hubieran profundizado un poco más, podrían haber encontrado hace 80 años otras razones para el error 39/10 de los papiros Reisner.
Gillings puede haber anotado que el error de los papiros Reisner usa cocientes (Q) y restos (R). Ahmes usó cocientes y restos en los primeros seis problemas del RMP. Es posible que Gillings se haya olvidado de resumir sus hallazgos de manera rigurosa, mostrando que varios textos del reino Medio habrían usado cocientes y restos.
Visto en un sentido más amplio, los datos de los papiros Reisner deben señalarse como:
39/10 = (Q' + R)/10 con Q' = (Q*10), Q = 3 y R = 9
tal que:
39/10 = 3 + 9/10 = 3 + 1/2 + 1/3 + 1/15
con 9/10 convirtiéndose en una serie de fracciones unitarias siguiendo las reglas establecidas en las tablillas de madera Ajmim, y seguidas en el papiro Rhind y otros textos.
La confirmación de la aritmética del resto de los escribas se encuentra en otros textos hieráticos. El texto más importante es en las tablillas de madera Ajmim que define la aritmética del resto de los escribas en términos de otro contexto, un heqat (unidad de volumen). Curiosamente, Gillings no citó datos de las tablillas de madera en Matemáticas en la época de los faraones. Gillings y los académicos de principios de la década de 1920 habían perdido una gran oportunidad para señalar un uso múltiple de la aritmética de restos de escribas basada en cocientes y restos.
Se encontró más tarde la aritmética de restos de aspecto moderno al adoptar una visión más amplia del error 39/10, corregido como los informes de datos reales de la Capilla Oriental. Por tanto, Gillings y la comunidad académica habían omitido, sin darse cuenta, una discusión de importancia crítica sobre los fragmentos de la aritmética del resto. La aritmética de restos, tal como se usa en muchas culturas antiguas para resolver problemas de astronomía y tiempo, es uno de los varios métodos plausibles de división histórica que pueden haber permitido una restauración completa de la división de los escribas alrededor de 1906.
En resumen, los papiros Reisner se basaron en un método descrito en las tablillas de madera de Ajmim, y posteriormente fue seguido por Ahmes escribiendo el papiro matemático Rhind. Los cálculos de Reisner aparentemente siguen nuestra regla moderna de la navaja de Occam, que el método más simple del método histórico; en este caso aritmética del resto, tal que:
n/10 = Q + R/10
donde Q es un cociente y R un resto.
El Reisner, siguiendo la regla de la navaja de Occam, dice que se usaron 10 unidades de trabajadores para dividir datos sin procesar usando un método que se definió en el texto, un método que también comienza el papiro matemático Rhind, como se señaló en sus primeros seis problemas.